# 土地活用プランナー
土地活用プランナー（とちかつようぷらんなー）は、2015年に公益社団法人東京共同住宅協会が認定した民間資格。

## 概要
内閣府から公益認定を受けた東京共同住宅協会が認定する、土地活用の専門資格である。土地活用を成功に導くコーディネーターとしての役割を担う人物を育成することが目的。マーケティング、プランニング、賃貸管理、建築、税務、法務、事業収支計画、権利調整等の土地活用に関する様々な専門知識を体系的に学ぶことができるので、この資格を取得することで、一定水準以上の知識を備えていることの証明とする。

## 資格取得推奨者
- 土地活用を土地オーナーに提案する立場の人
- 土地活用の提案はしないが、土地オーナーと接する機会の多い人
- セカンドライセンスとして資格を取得する人
- 土地オーナー
- 土地活用に関わりのある職種であればすべて

## 学習内容例
- 総論
- 法令編
- 資金計画編
- 税務編
- 建築・設備編
- 実務編①～土地活用の事前準備～
- 実務編②～土地活用前の諸問題～
- 実務編③～土地活用プランニングの実践と留意点～
- 実務編④～土地活用プランニングとパートナー～
- 実務編⑤～事業収支計画書の見方～
- 実務編⑥～活用方法別・事業収支計画書のつくり方～
- 実務編⑦～さまざまな土地活用手法・付加価値物件～
- 実務編⑧～建物完成後の賃貸管理・建物管理～
- 倫理規定

## 受験内容
- 受験資格

年齢・性別・学歴・国籍等の制限は一切なく、誰でも受験できる。
- 試験内容

四肢択一式40問で、解答はマークシート方式。試験時間は1時間（15時-16時）。
郵送又はインターネット出願。
- 受験料

7,000円(税別)
- 合格率・合格基準点

合格基準点は非公開。合格率は70％-75％台で推移しており、合格率に対応した得点が合格基準点に設定さると推測されている。 

## 登録制度
一度試験に合格し、取得した資格は生涯有効だが、登録者のみ土地活用プランナーの称号を用いることができる。
- 登録料

初回登録料6,000円(税別)、2年ごと更新料12,000円(税別)。資格登録者に対して「フォローアップセミナー」が定期的に開催されている。

## ADR調停人基礎資格として
公益社団法人東京共同住宅協会が加盟している、一般社団法人日本不動産仲裁機構が、平成29年3月15日に法務大臣より裁判外紛争解決機関としての認証を受けたことに伴い、土地活用関連に関するトラブルの分野において、土地活用プランナー資格が調停人候補者の基礎資格として認定された。土地活用プランナー有資格者は、一般社団法人日本不動産仲裁機構の主催する調停人研修を受講することで、調停人候補者となることができる。
- 土地活用プランナーのADR対応分野

土地活用関連